# Phản sắt từ

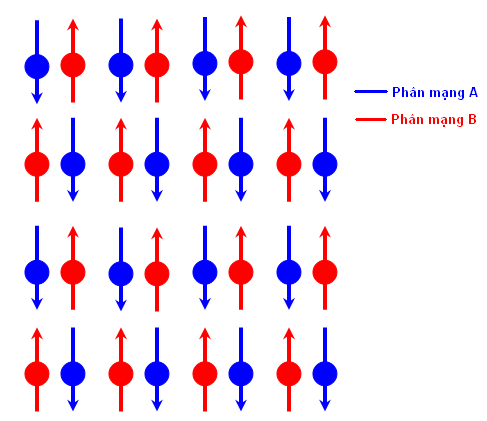
Cấu trúc từ của vật liệu phản sắt từ, gồm 2 phân mạng spin đối song và bằng nhau

Phản sắt từ là nhóm các vật liệu từ có trật tự từ mà trong cấu trúc gồm có 2 phân mạng từ đối song song và cân bằng nhau về mặt giá trị.
Thuật ngữ "phản sắt từ" còn được dùng để mô tả tính chất của các vật liệu phản sắt từ, hoặc dùng để chỉ các liên kết spin trong từ học có spin đối song song với nhau.
Người ta còn dùng tên "phản sắt từ bù trừ không hoàn toàn" cho một nhóm vật liệu có trật tự từ khác là feri từ.

## Cơ chế của tính phản sắt từ
Vật liệu phản sắt từ được liệt vào nhóm vật liệu có trật tự từ. Đôi khi, cũng có người gọi vật liệu phản sắt từ là vật liệu phi từ bởi từ tính của chúng cũng yếu. Tính chất phản sắt từ bắt nguồn từ tương tác trao đổi giữa các spin. Nếu như tương tác trao đổi trong các vật liệu sắt từ là tương tác trao đổi dương, làm cho các spin song song nhau thì tương tác trao đổi trong phản sắt từ là tương tác trao đổi âm, làm cho các spin phản song song với nhau. Để nghiên cứu rõ ràng các tính chất của các phân mạng này, phương pháp nhiễu xạ neutron thường được dùng để khảo sát do neutron không có điện tích, nhưng có mômen từ nên gây ra các tán xạ trên các phân mạng từ.

## Các tính chất cơ bản
Ở không độ tuyệt đối (0 Kelvin), các spin của vật liệu phản sắt từ sắp xếp đối song song nhau nên từ độ. Nhiệt độ tăng dần dẫn đến việc phá vỡ trật tự từ kiểu phản song song làm tăng độ từ hóa (và độ cảm từ, χ) của vật liệu phản sắt từ. Từ trường ngoài cũng là nguyên nhân phá vỡ trật tự phản song song của vật liệu. 

Liên kết phản sắt từ trong các màng mỏng đa lớp valse spin trong ổ đĩa cứng

- Nhiệt độ Néel (TN, đặt theo tên nhà vật lý người Pháp Louis Néel): Là đại lượng đặc trưng của vật liệu phản sắt từ (cũng giống như nhiệt độ Curie trong chất sắt từ) là nhiệt độ mà tại đó trật tự phản sắt từ bị phá vỡ và vật liệu sẽ chuyển sang tính chất thuận từ. Ở dưới nhiệt độ Néel, vật liệu sẽ mang tính chất phản sắt từ. Nếu ta đo sự phụ thuộc của hệ số từ hóa (độ cảm từ χ) vào nhiệt độ của chất phản sắt từ thì tại nhiệt độ Néel sẽ xuất hiện một cực đại, hay nói cách khác có chuyển pha tại nhiệt độ Néel. Một số chất phản sắt từ điển hình:
  - Crôm - Cr, TN = 310 K
  - FeO - TN = 198 K
  - MnO - TN = 122 K
  - NiO - TN = 523 K
  - CoO - TN = 291 K

## Ứng dụng của vật liệu phản sắt từ
- Vật liệu phản sắt từ trong các ứng dụng từ tính thường không được sử dụng độc lập mà thường dùng làm các chất bổ trợ, ví dụ lớp ngăn cách Cr trong các màng đa lớp Fe/Cr có hiệu ứng từ điện trở khổng lồ. Ứng dụng lớn nhất của phản sắt từ là trong các màng van spin (valse-spin) từ điện trở khổng lồ trong các đầu đọc ổ đĩa cứng.
- Liên kết phản sắt từ: Sử dụng trong các cấu trúc màng mỏng đa lớp có các lớp sắt từ xen kẽ bởi các lớp không từ tính hoặc các lớp phản sắt từ làm cho mômen từ giữa các lớp sắt từ sắp xếp phản song song với nhau, thường sử dụng trong các màng từ điện trở.